# Ottavio Missoni
Ottavio Missoni (11 de febrero de 1921 - 9 de mayo de 2013) fue el fundador de la etiqueta de moda italiana Missoni y corredor de vallas olímpicas italiano.

## Biografía

### Infancia en Dalmacia
Nació en 1921 en Dubrovnik, en el entonces reino de Yugoslavia. Su padre se llamaba Vittorio Missoni, de Giuliana, capitán, hijo de un juez; y su madre, de nombre Teresa de Vidovich, era de Dalmacia, descendiente de una antigua y noble familia de Šibenik. Se trasladó a los seis años a Zadar, donde pasó su juventud hasta 1941.

### Carrera deportiva
Dividió su tiempo entre el estudio y el atletismo. En 1935 vistió la camiseta azzurra, en la especialidad de 400 metros planos y 400 metros vallas. En su carrera conquistó ocho títulos nacionales.
En 1939 se convirtió en campeón mundial estudiantil en Viena. Después de la Segunda Guerra Mundial participó en los Juegos Olímpicos de Londres 1948, y se clasificó en la sexta posición en la final de los 400 m vallas y corrió como segundo corredor en el relevo 4 x 400 metros. En aquella ocasión conoció a su compatriota Rosita, que a la postre sería su esposa.
Nunca abandonó el atletismo, ya que, incluso después de los 80 años de edad, participó en las competiciones FIDAL e internacional de atletismo máster.

### La Segunda Guerra Mundial
Missoni participó en la Batalla de El Alamein y fue hecho prisionero por los aliados. Después de haber pasado 4 años en un campo de prisioneros en Egipto, en 1946 regresó a Trieste, en Italia, donde se matriculó en el Liceo Oberdan.

## Logros
| Año  | Competencia      | Lugar   | Posición | Evento            | Rendimiento | Nota  |
| ---- | ---------------- | ------- | -------- | ----------------- | ----------- | ----- |
| 1948 | Juegos Olímpicos | Londres | 6.º      | 400 metros vallas | 54.0        | [ 5 ] |
| 1948 | Juegos Olímpicos | Londres | Final    | 4 x 400 metros    | DNF         |       |

## Campeonatos nacionales
Missoni ganó el campeonato nacional de individuales en cuatro ocasiones.
- 3 victorias en 400 metros vallas (1941, 1947, 1948)
- 1 victoria en 400 metros (1939)